# Düsselburg
Die Düsselburg war eine frühmittelalterliche Ringwallanlage, deren Reste sich nahe Rehburg in Niedersachsen befinden. Die Wallburg in leichter Hanglage diente wahrscheinlich der Bevölkerung als Fliehburg und wird in das 8. bis 10. Jahrhundert datiert.

## Lage
Die frühere Befestigungsanlage liegt im freien Gelände auf einer plateauähnlichen Erhöhung etwa 3 km nordwestlich von Rehburg. Sie befindet sich am Hang eines Ausläufers des sandigen Hügelzuges Kiebitzberg. Eine Bachschleife des etwa 50 m südwestlich vorbeiführenden Meerbachs bot der Düsselburg natürlichen Schutz. Die Wallanlage ist heute mit Bäumen bestanden und so von weitem erkennbar. Das Innere dient als Weideland für Vieh.

## Beschreibung

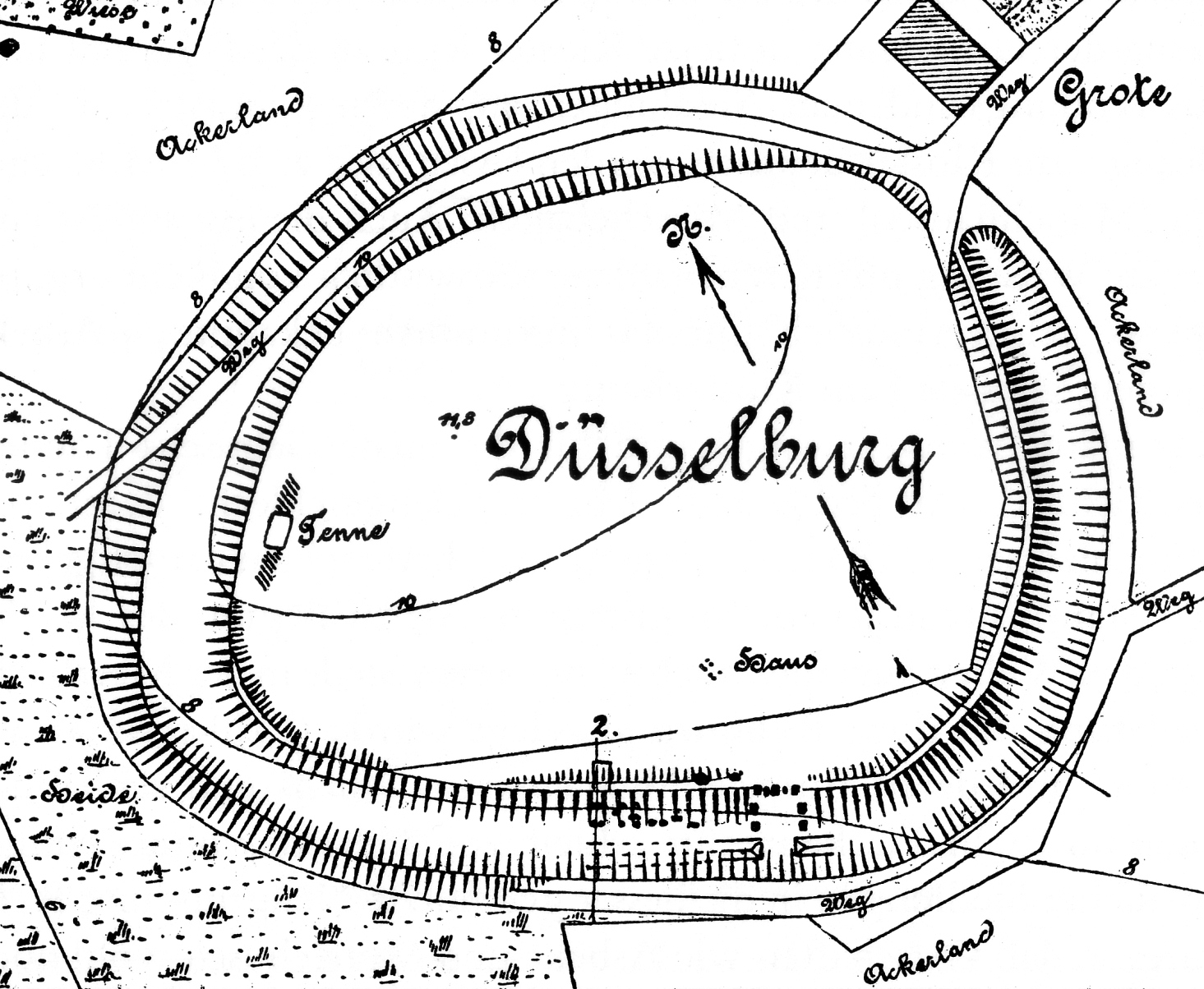
Lageskizze von Carl Schuchhardt um 1900

Von der Befestigungsanlage ist heute noch der Ringwall aus Erde vorhanden. Er bildet ein Oval von 150 × 120 m. Der Wall hat eine Höhe von etwa 1 m und ist bis zu 10 m breit. Davor befand sich früher eine Berme. Der vorgelagerte Spitzgraben war 5 m breit und 1,5 m tief. Davor fand sich eine weitere Befestigung durch einen Wall, der mit Palisaden bestanden war. Der bei der Ausgrabung an der Südseite gefundene Zugang bestand aus einer Torkammer im Wall, die 7 m breit und lang war. Eine Brandschicht deutete darauf hin, dass der Torbau einmal abgebrannt und wieder aufgebaut wurde. Ins Innere setzte sich der Torbereich durch eine Pflasterung im Boden fort. Die Düsselburg wurde 1958 zum Kulturdenkmal erklärt.

## Forschungsgeschichte
Eine archäologische Ausgrabung der Wallanlage erfolgte 1904 durch den Prähistoriker Carl Schuchhardt, der zahlreiche Grabungsschnitte in Wall, Graben und Innenraum vornahm. Die Untersuchungen im Inneren der Wallanlage erbrachten reichlich Siedlungsspuren, wie Gruben mit Keramikresten, Eisenschlacken und Eisenteilen. Auch fanden sich Pfostenlöcher von Gebäuden. Viele Fundstücke wurden in die vorrömische Eisenzeit des 1. bis 4. Jahrhunderts v. Chr. datiert. Frühmittelalterliche Keramikscherben um die Zeit des 10. Jahrhunderts zeigten das Nutzungsende der Anlage an.

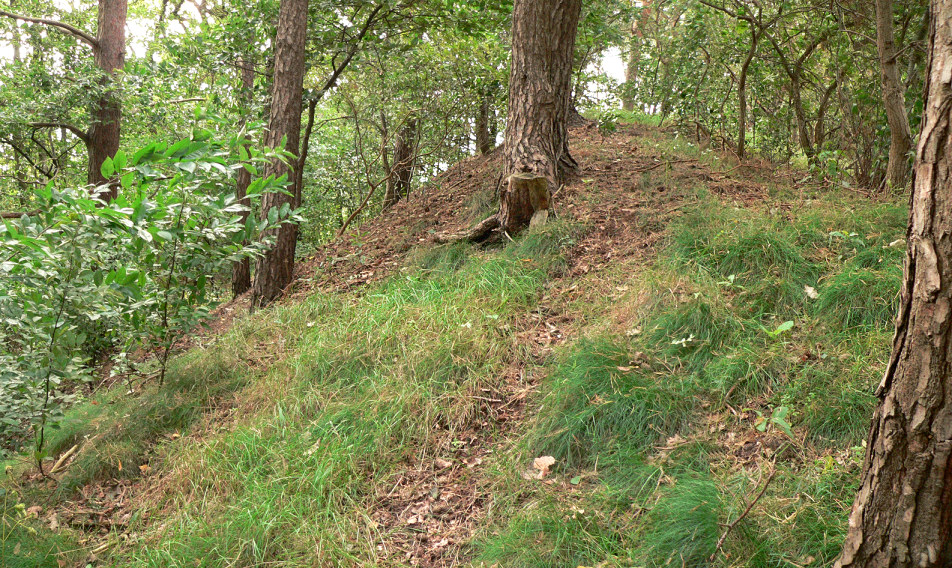
Mehrere Meter hoher und steil abfallender Wall zur Niederung des Meerbaches hin

2018 kam es zu geophysikalischen Prospektionsmaßnahmen durch die Kommunalarchäologie der Schaumburger Landschaft und Studierende der Universität Göttingen. Durch die Airborne-Laserscanning-Erfassung in Niedersachsen liegen dem Niedersächsischen Landesamt für Denkmalpflege LiDAR-Bilder der Anlage vor, die die tatsächliche Geländebeschaffenheit ohne den Baumgürtel auf dem Wall zeigen. Im Rahmen ihrer Untersuchungen sichteten Archäologen 2018 erneut das Anfang des 20. Jahrhunderts geborgene Keramikmaterial von 30 kg.

## Nutzung und Entstehungsdeutung
Aufgrund der Bauweise werden die heute sichtbaren Reste der Anlage in das 8. bis 10. Jahrhundert eingeordnet. Wegen des Aufbaus kommt als Funktion der Wallanlage eine Fliehburg für die Bevölkerung in Zeiten der Gefahr infrage. Auf eine frühere Nutzung dieses erhöhten und markanten Geländepunktes weisen Fundstücke aus dem 1. bis 4. Jahrhundert v. Chr. hin. Dabei ist unklar, ob zu diesem frühen Zeitpunkt bereits eine Befestigung bestand.
In der geschichtlichen Überlieferung findet sich eine urkundliche Erwähnung der Düsselburg 1207 im Zusammenhang mit dem Kloster Mariensee. Demnach bestanden hier eine Mühle und drei Häuser. Die Befestigungsanlage dürfte zu dieser Zeit bereits ungenutzt gewesen sein.

## Ähnliche Befestigungsanlagen der näheren Umgebung
- In der Ebene:

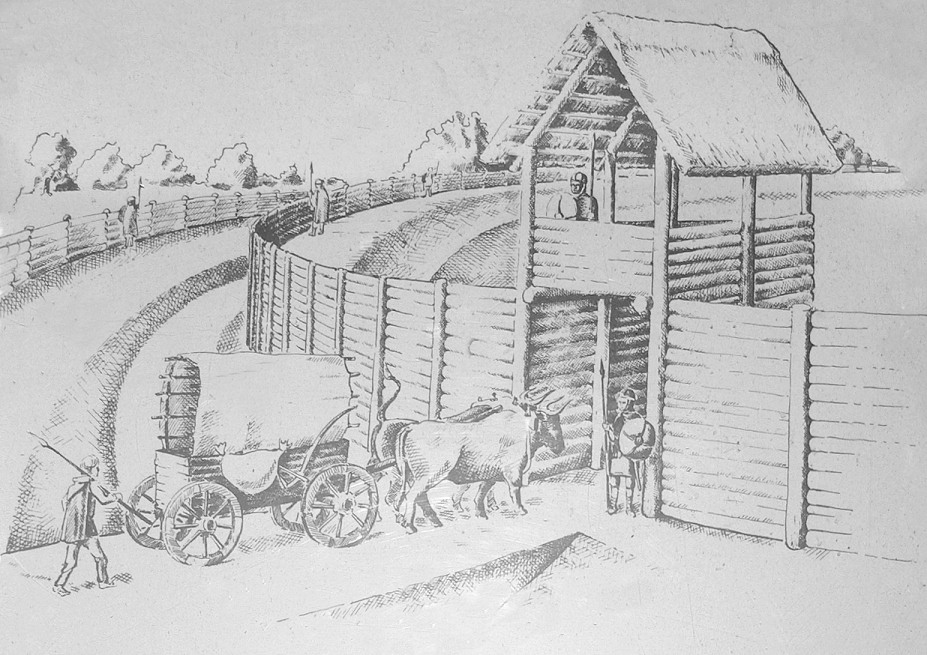
Rekonstruierte Düsselburg mit Wall mit Tor

  - Isenburg bei Barsinghausen-Landringhausen
  - Lüningsburg bei Neustadt am Rübenberge

- In der Höhe:
  - Heisterburg bei Lauenau-Feggendorf
  - Wirkesburg bei Lauenau-Feggendorf
  - Barenburg bei Eldagsen
  - Heisterschlösschen bei Beckedorf
  - Kukesburg bei Springe-Altenhagen
  - Bennigser Burg bei Bredenbeck-Steinkrug
  - Sachsenwall bei Nordstemmen

Befestigungswerke dieser Art wurden von der archäologischen Forschung ursprünglich als sächsisch oder als Heinrichsburgen angesehen. Die neuere Forschung ordnet die Bauwerke im Raum der Mittelweser und der Leine dagegen einer Zeitspanne vom 8. bis 12. Jahrhundert zu. Wegen fehlender Besiedlung dürften die Anlagen nur sporadisch genutzt worden sein und als Fliehburgen gedient haben. Bei den im Deisterraum gelegenen Anlagen (Wirkesburg, Bennigser Burg, Heisterschlösschen) ist typisch, dass sie auf abfallenden Bergrücken und in der Nähe eines Bachlaufs errichtet wurden.